# Paraibaella
Paraibaella es un género de foraminífero bentónico considerado un sinónimo posterior de Orectostomina de la subfamilia Spiroplectammininae, de la familia Spiroplectamminidae, de la superfamilia Spiroplectamminoidea, del suborden Spiroplectamminina y del orden Lituolida. Su especie tipo era Spiroplectamminoides camposi. Su rango cronoestratigráfico abarcaba el Holoceno.

## Discusión
Clasificaciones previas incluían Paraibaella en el suborden Textulariina del Orden Textulariida, o en el orden Lituolida sin diferenciar el suborden Spiroplectamminina.

## Clasificación
Paraibaella incluía a la siguiente especie:
- Paraibaella camposi